# Apanteles oroetes
Apanteles oroetes är en stekelart som beskrevs av Nixon 1965. Apanteles oroetes ingår i släktet Apanteles och familjen bracksteklar. Inga underarter finns listade i Catalogue of Life.